# Mikje
Mikje är en by i Forsa distrikt (Forsa socken) i Hudiksvalls kommun, Gävleborgs län (Hälsingland). Byn ligger vid Länsväg 667, nära sjön Storsjön, cirka fem kilometer söderut från tätorten Sörforsa.
2015 avgränsade SCB här en småort.. Vid avgränsningen 2020 uppfylldes dock inte längre kraven för småort och den avregistrerades.